# Хороший полицейский
«Хоро́ший полице́йский» (англ. One Good Cop; другое название — «Правосудие одиночки») — американский кинофильм в жанре криминальной драмы, снятый режиссёром Хейвудом Гулдом. Главную роль исполнил Майкл Китон.

## Сюжет
Арти работает полицейским. Его друг и коллега был застрелен во время спецоперации, и Арти решает взять под свою опеку трёх его дочек. Но его семейный бюджет не был приспособлен для таких расходов.
Тогда Арти решает взять деньги у преступников: первым на прицеле оказался крупный наркодилер, потому что эти деньги заработаны нечестным путём, а Арти они нужны для благого дела.